# (14153) Dianecaplain
(14153) Dianecaplain (1998 SA80) – planetoida z grupy pasa głównego asteroid okrążająca Słońce w ciągu 3,64 lat w średniej odległości 2,36 j.a. Odkryta 26 września 1998 roku.